# Gian Paolo Salvini
Gian Paolo Salvini SJ (* 3. März 1936 in Mailand; † 21. März 2021 in Rom) war ein Jesuit und Publizist.

## Leben
Salvini war Absolvent des Instituts Leo XIII. in Mailand.
Am 8. Dezember 1954 trat er der Ordensgemeinschaft der Jesuiten bei und empfing am 28. Mai 1967 die Priesterweihe. Er studierte Philosophie am Aloisianum in Gallarate. An der Mailänder Università Cattolica del Sacro Cuore absolvierte er ein Studium der Wirtschaftswissenschaften. In Chieri und Innsbruck studierte er Theologie.
Er war ab 1969 zunächst für die jesuitische Zeitschrift Aggiornamenti Sociali in Mailand tätig, die vornehmlich über Lateinamerika berichtete. Er war langjähriger Korrespondent mit Sitz im brasilianischen Nordosten in Salvador da Bahia, später Chefredakteur von Aggiornamenti Sociali.
Ab 1984 war Salvini Redaktionsmitglied der Zeitschrift La Civiltà Cattolica mit Sitz in Rom; 1985 wurde er vom Generaloberen der Gesellschaft Jesu zum Chefredakteur und Herausgeber ernannt. 2011 ging er in den Ruhestand.
Er war Berater des Päpstlichen Rats für Gerechtigkeit und Frieden.